# Humber Bridge
L'Humber Bridge è un ponte sospeso che attraversa l'Humber nei pressi della città di Kingston upon Hull. Collega le contee dell'East Riding of Yorkshire e del North Lincolnshire nel Regno Unito.
Con una campata centrale di 1.410 m e una lunghezza totale di 2.220 m, ha detenuto il record del ponte sospeso a campata unica più lungo del mondo per 16 anni, dalla sua apertura in giugno del 1981 fino al giugno del 1997, quando fu inaugurato il Ponte sul Grande Belt in Danimarca.
La costruzione del ponte ha ridotto di circa 80 km la distanza stradale tra le città di Hull e Grimsby.
Il ponte è dotato di 4 corsie veicolari (2 per ogni senso di marcia), con una pista ciclabile-pedonabile su entrambi i lati. 
L'attraversamento del ponte è soggetto al pagamento di un pedaggio, ma è gratuito per le motociclette.